# Poitiers

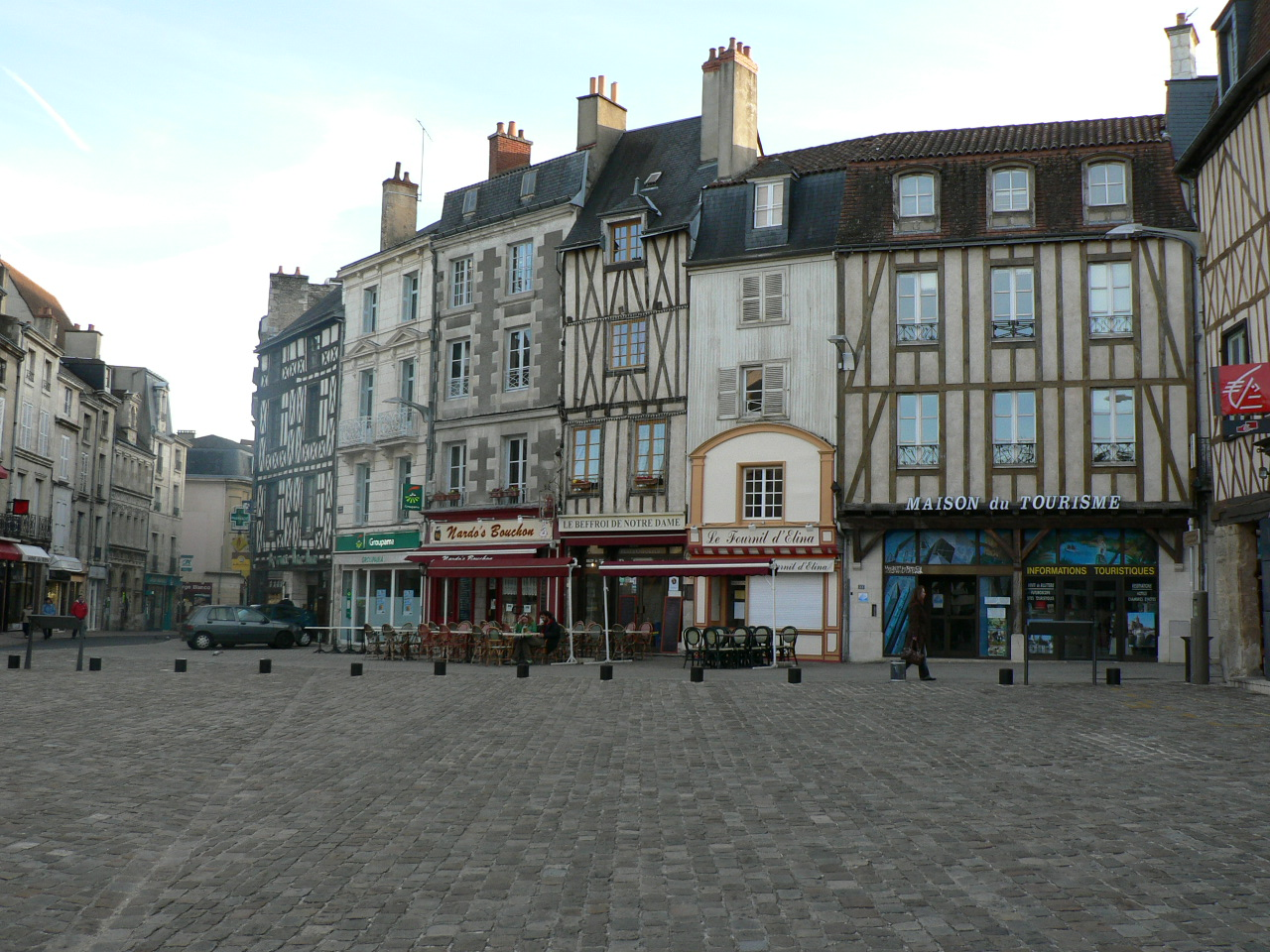
Place Charles de Gaulle i Poitiers med sin medeltida bebyggelse.

Poitiers (uttal (fil)) är en stad i centrala Frankrike vid floden Clain. Den ligger i regionen Nouvelle-Aquitaine och är huvudort i departementet Vienne. Från staden kommer bland andra Michel Foucault, vars far och morfar var läkare där, och drottning Adelheid av Akvitanien. År 2022 hade Poitiers 89 472 invånare.

## Historia
Poitiers grundades före det romerska riket av keltiska piktaver och kallades under antiken Pictavium. Vid slaget vid Poitiers 10 oktober 732 slog en frankisk armé under Karl Martell den framryckande arabiska armén, vars ledare stupade. Återerövringen av Spanien kunde sedan ta sin början.
Under det hundraåriga kriget stod ett annat slag vid Poitiers 19 september 1356 där en fransk armé slogs av en engelsk.
Karl VII av Frankrike grundade stadens universitet 1432.
Genom ediktet i Poitiers 17 september 1579 avslutades sjätte hugenottkriget, genom vilket protestanterna erhöll flera friheter.
Poitiers var huvudstad i Poitou, den historiska provins som styrdes av grevarna av Poitiers.

### Kyrkor
- Notre-Dame-la-Grande
- Saint-Hilaire-le-Grand
- Saint-Jean
- Saint-Pierre (katedral)

## Befolkningsutveckling
Antalet invånare i kommunen Poitiers
| Referens: INSEE |

## Kända personer
- Michel Foucault, filosof och idéhistoriker
- Jean-Pierre Thiollet, essäist och författare
- Brian Joubert, konståkare